# León Viejo
León Viejo, a 30 km da actual cidade de Léon, no Nicarágua, são as ruínas da primeira capital nicaraguense, destruída por um terramoto em 1610 e redescoberta em na década de 1960.
Em 1524 foi fundada a cidade por Francisco Hernández de Córdoba à beira do Lago Xolotlan e nos pés do vulcão Momotombo. Foi denominada Léon de Imabite por Pedro Arias de Ávila, o seu primeiro governador. Abandonada poucos dia depois do terramoto de 1610, que a destruiu quase totalmente, as suas ruínas permaneceram sepultadas por uma camada de cinza vulcânica.
Os restos arqueológicos de Léon Viejo continuam por descobrir, pois calcula-se que apenas 25 % da cidade esteja a descoberto.
Foi declarado Património Mundial em 2000.